# Vadonia hirsuta
Маївниця волохата (Vadonia hirsuta (K. Daniel & J. Daniel, 1891)) — вид жуків з родини Скрипунових.

## Поширення
Вид розповсюджений у східній Румунії. Можливе знаходження в Одеській області України.